# Noord-Beiers voetbalkampioenschap 1931/32
In 1931/32 werd het twaalfde Noord-Beiers voetbalkampioenschap gespeeld, dat georganiseerd werd door de Zuid-Duitse voetbalbond. 
1. FC Nürnberg werd kampioen en SpVgg Fürth vicekampioen. Beide clubs plaatsten zich voor de Zuid-Duitse eindronde. De kampioenen en vicekampioenen werden samen over twee groepen verdeeld en Nürnberg werd tweede in zijn groep en Fürth vijfde. In de wedstrijd om de derde plaats won de club met 5:0 van FSV 1899 Frankfurt en plaatste zich zo voor de eindronde om de landstitel. De club versloeg eerst 1. SV Borussia 04 Fulda met 5:1, dan Kieler SVgg Holstein 1900 met 0:4 en verloor dan in de halve finale met 2:0 van FC Bayern München. 

## Eindstand
| Plaats | Club                  | Wed. | W  | G | V  | Saldo | Ptn.  |
| ------ | --------------------- | ---- | -- | - | -- | ----- | ----- |
| 1.     | 1. FC Nürnberg        | 18   | 15 | 0 | 3  | 56:17 | 30:6  |
| 2.     | SpVgg Fürth           | 18   | 11 | 3 | 4  | 48:20 | 25:11 |
| 3.     | ASV 1928 Nürnberg     | 18   | 9  | 5 | 4  | 42:35 | 23:13 |
| 4.     | 1. FC Schweinfurt 05  | 18   | 8  | 2 | 8  | 37:35 | 18:18 |
| 5.     | VfR Fürth             | 18   | 6  | 5 | 7  | 41:38 | 17:19 |
| 6.     | FC Würzburger Kickers | 18   | 7  | 3 | 8  | 30:46 | 17:19 |
| 7.     | 1. FC 1910 Bayreuth   | 18   | 4  | 8 | 6  | 28:36 | 16:20 |
| 8.     | 1. FV 1904 Würzburg   | 18   | 4  | 6 | 8  | 31:50 | 14:22 |
| 9.     | SpVgg-ESV 1903 Weiden | 18   | 4  | 3 | 11 | 24:48 | 11:25 |
| 10.    | FC 1910 Bayern Hof    | 18   | 4  | 1 | 13 | 36:48 | 9:27  |